# Told You So (Paramore)
Told You So è un singolo del gruppo musicale statunitense Paramore, il secondo estratto dal loro quinto album in studio After Laughter, pubblicato il 3 maggio 2017.

## Descrizione
Told You So è stato definito da Rolling Stone di genere funk-pop caratterizzato da percussioni new wave e sottili riff di chitarra , mentre Nerdist paragona gli arpeggi di chitarra e le sonorità funk a quelle di Hard Times. Derrick Rossignol di Uproxx ha dipinto Told You So come "indie pop rock super frizzantino che riecheggia gli anni 80". Rock Cellar Magazine ha descritto invece la canzone come "un folgorante gioiellino indie pop".

## Video musicale
Il video ufficiale del brano è stato pubblicato il 3 maggio 2017 sul canale YouTube della Fueled by Ramen ed è stato diretto da Zac Farro e Aaron Joseph.

## Tracce
Testi e musiche di Hayley Williams e Taylor York.
1. Told You So – 3:08

## Classifiche
| Classifica (2017)           | Posizione massima |
| --------------------------- | ----------------- |
| Nuova Zelanda (heatseekers) | 7                 |
| Scozia                      | 66                |
| Stati Uniti (rock)          | 16                |
| Stati Uniti (rock digital)  | 25                |